# Cotter (rzeka)
Cotter (ang. Cotter River) – rzeka w Australii, przepływająca przez Australijskie Terytorium Stołeczne. Nazwa nadana na cześć Garreta Cottera. Na rzece położone są trzy zapory wodne:
- Cotter - zbudowana w 1912, pojemność 3,856 milionów litrów;
- Bendora - ukończona w 1961, pojemność 11,540 milionów litrów;
- Corin - ukończona w 1967, pojemność 70,900 milionów litrów.